# Calendario norcoreano

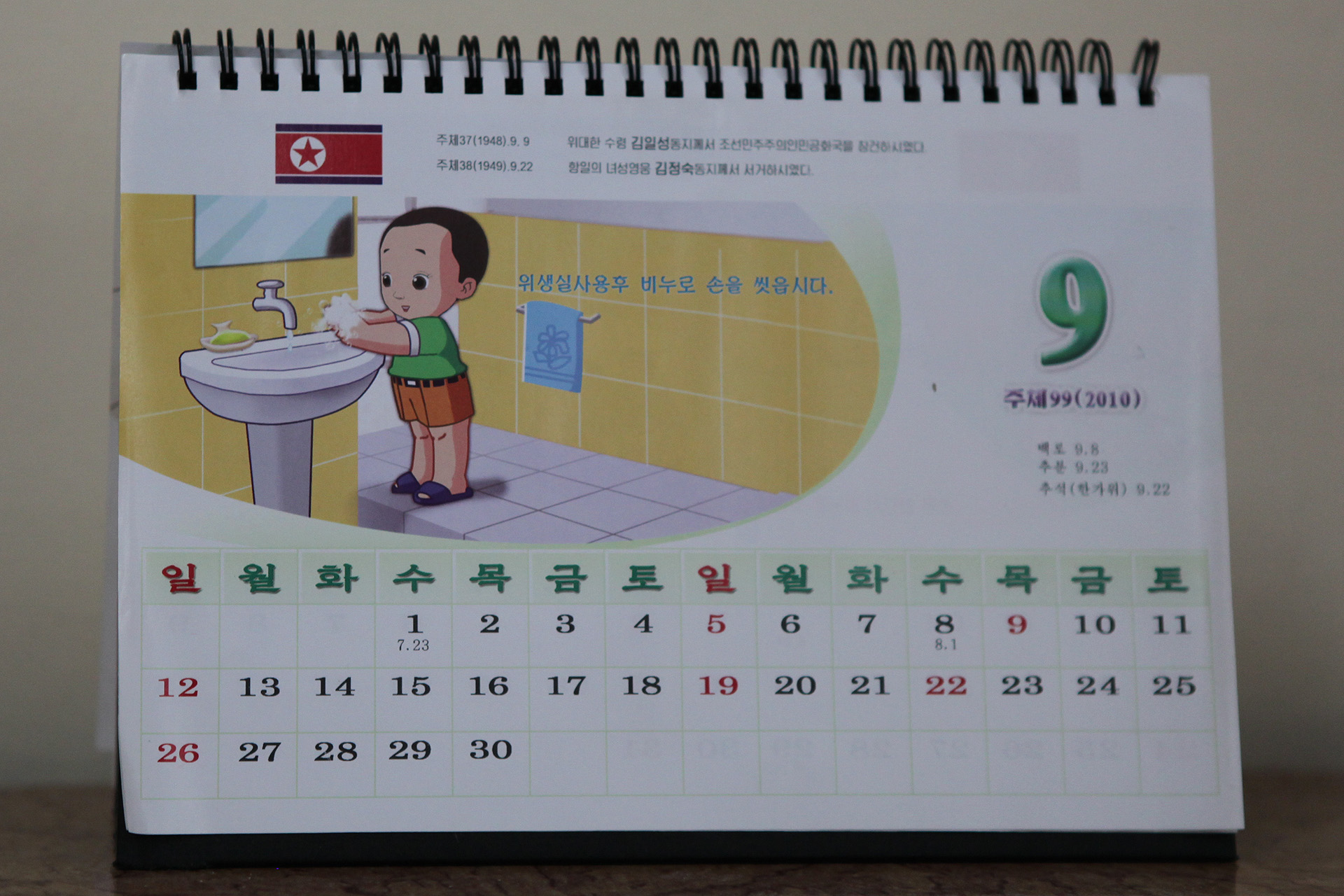
Calendario norcoreano del año Juche 99 (2010).

El calendario norcoreano o calendario Juche, llamado así por la ideología política que es denominada Juche, es el sistema de numeración de los años empleado en Corea del Norte.

## Historia
Este calendario toma prestados elementos de dos calendarios históricos empleados en Corea, el sistema tradicional de los nombres de las eras coreanas y el calendario gregoriano en donde los años están ligados al nacimiento de Jesús. A diferencia de estos dos, el calendario Juche empieza con el nacimiento de Kim Il-sung.
El calendario Juche fue adoptado por decreto el 8 de julio de 1997, en el tercer aniversario del fallecimiento de Kim Il-sung. El mismo decreto también designaba al cumpleaños de Kim Il-sung como el Día del Sol. El año de nacimiento de Kim Il-sung, 1912 según el calendario gregoriano, pasó a ser Juche 1 en el calendario norcoreano. Por lo tanto, el año 2011 es el año Juche 100 y así sucesivamente.
El calendario fue implementado el 9 de septiembre de 1997, el Día de la Fundación de la República. En esa fecha, los diarios, las agencias de noticias, las estaciones de radio, los transportes públicos y los certificados de nacimiento empezaron a utilizar los años Juche.

## Empleo
El año 1912 es Juche 1 en el calendario norcoreano. No existen años "antes de Juche 1" y los años antes de 1912 son numerados según el calendario gregoriano. Las series de años anteriores a 1912 y posteriores a este también están numeradas según el calendario gregoriano.
Cualquier otro año después de 1912 será representado solamente en años Juche, o en años Juche y el correspondiente año gregoriano entre paréntesis. En los materiales pertinentes a relaciones exteriores, "la era Juche y la era cristiana pueden ser empleadas bajo los principios de independencia, igualdad y reciprocidad".
Existe un conversor gregoriano/juche, desarrollado en Python, que puede emplearse para una sencilla conversión de años entre calendarios.

## Ejemplos
| Año Juche | Año gregoriano | Año Dangun | Evento |
| --------- | -------------- | ---------- | --- |
| 1         | 1912           | 4245       | Nacimiento de Kim Il-sung                                                                                               |
| 31        | 1942           | 4275       | Nacimiento de Kim Jong-il                                                                                               |
| 37        | 1948           | 4281       | Fundación de Corea del Norte                                                                                            |
| 39-42     | 1950-1953      | 4283-4286  | Guerra de Corea |
| 71        | 1982           | 4315       | Se finaliza la construcción de la Torre Juche, para conmemorar los 70 años de Kim Il-sung y el natalicio de Kim Jong-un |
| 83        | 1994           | 4327       | Muerte de Kim Il-sung                                                                                                   |
| 86        | 1997           | 4330       | Introducción del calendario Juche                                                                                       |
| 100       | 2011           | 4344       | Muerte de Kim Jong-il                                                                                                   |
| 101       | 2012           | 4345       | Centenario del nacimiento de Kim Il-sung                                                                                |
| 114       | 2025           | 4358       | Año actual |